# George Washington University Hospital
L'hôpital universitaire George-Washington ou George Washington University Hospital est un hôpital affilié à l'Université George-Washington. Le bâtiment actuel ouvre le 23 août 2002. En 1981, le Président des États-Unis Ronald Reagan y est accueilli au service des urgences après la tentative d'assassinat de Ronald Reagan. 
En 1824, le Columbian College devient la onzième école médicale des États-Unis. D'abord localisé à côté du Théâtre Ford, la structure médicale déménage à Judiciary Square comme l'infirmerie de Washington dans les années 1840 et devient le premier hôpital général du pays. En 1904, la Columbian University Medical School est renommée George Washington University Medical School and Hospital.